# Благовещенский сад (Санкт-Петербург)
Благове́щенский сад (Детский сад) — сквер в Василеостровском районе Санкт-Петербурга, расположенный на Малом проспекте между 7-й и 8-й линиями. Возник в 1738 году, сложившийся облик приобрёл в конце ΧVIII века. Реконструировался в 1926—1929 годах.
Назван по Благовещенской церкви, которая расположена в сквере в его юго-восточной части (в нём же расположен дом № 18 по Малому проспекту).
В 2008 году начался капитальный ремонт Благовещенского сада, который планируют завершить в декабре 2009 года, потратив на него 40 млн рублей. Во время проведения работ в сквере были вырублены деревья.